# Colin Baker (football)
Ne doit pas être confondu avec Colin Baker.
Pour les articles homonymes, voir Baker.
Colin Walter Baker, né le 18 décembre 1934 à Cardiff au Pays de Galles et mort le 12 avril 2021, est un footballeur international gallois, qui évoluait au poste de milieu de terrain.

## Biographie

### Carrière en club
Avec le club de Cardiff City, il remporte quatre Coupes du pays de Galles.

### Carrière en sélection
Avec l'équipe du Pays de Galles, il joue sept matchs (pour aucun but inscrit) entre 1958 et 1961. 
Il joue son premier match en équipe nationale le 11 juin 1958 contre le Mexique et son dernier le 8 novembre 1961 contre l'Écosse.
Il figure dans le groupe des sélectionnés lors de la Coupe du monde de 1958. Lors du mondial organisé en Suède, il ne dispute qu'un seul match, face au Mexique.

## Palmarès
Cardiff City
- Championnat d'Angleterre D2 :
  - Vice-champion : 1959-60.

- Coupe du pays de Galles (4) :
  - Vainqueur : 1955-56, 1958-59, 1963-64 et 1964-65.
  - Finaliste : 1959-60.